# Pobreza

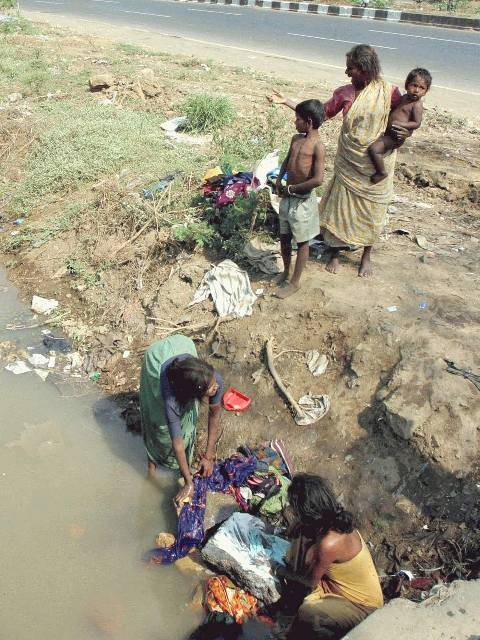
Mujeres lavando ropa en una zanja en Bombay, India

La pobreza es una situación en la cual no es posible satisfacer las necesidades físicas y psicológicas básicas de una persona, por falta de recursos como la alimentación, la vivienda, la educación, la asistencia sanitaria, el agua potable o la electricidad. La pobreza puede afectar a una persona, a un grupo de personas o a toda una región geográfica.
También se suele considerar como pobreza a las situaciones en que la falta de medios económicos impide acceder a tales recursos. Situaciones como el desempleo, la falta de ingresos o un nivel bajo de los mismos. Asimismo la pobreza puede ser el resultado de procesos de exclusión social, segregación social o marginación (de manera inversa, el que una persona se vuelva pobre también puede conducirla a la marginación). En muchos países del tercer mundo, la pobreza se presenta cuando no es posible cubrir las necesidades incluidas en la canasta básica de alimentos o se dan problemas de subdesarrollo.
En los estudios y estadísticas sociales se distingue entre pobreza y pobreza extrema (también llamada miseria o indigencia), definiéndose pobreza extrema como aquella situación en la que una persona no puede acceder a la canasta básica de alimentos (CBA) que le permita consumir una cantidad básica de calorías por día, y pobreza como aquella situación en la que una persona no puede acceder a una canasta básica de bienes y servicios más amplia (CBT), que incluye, además de los alimentos, rubros como los servicios públicos, la salud, la educación, la vivienda o la vestimenta. El Banco Mundial ha cuantificado ambas líneas, estableciendo desde octubre de 2015, la línea de pobreza extrema (indigencia) en 1,90 dólares norteamericanos ($) por día y la línea de pobreza en 3,10 $ diarios.
Según el informe de Desarrollo Humano de 2014 del Programa de las Naciones Unidas para el Desarrollo (PNUD), uno de cada cinco habitantes del mundo vive en situación de pobreza o pobreza extrema. Es decir, 1500 millones de personas no tienen acceso a saneamiento, agua potable, electricidad, educación básica o al sistema de salud, además de soportar carencias económicas incompatibles con una vida digna.
En la mayoría de contextos sociales la pobreza se considera algo negativo y penoso, si bien en algunos ámbitos de carácter espiritual o religioso la pobreza voluntaria se considera una virtud por implicar la renuncia a los bienes materiales: voto monástico de pobreza. Históricamente la pobreza ha sido valorada de muy distinta forma según la ideología o ideologías de cada época; así ocurría en el pensamiento económico medieval. Distinta de la pobreza voluntaria es la vida austera o vida sencilla, cercana a posiciones tanto espirituales como ecologistas: decrecimiento.

## Concepto de pobreza

### Tres significados básicos
La idea de pobreza puede encontrarse en antiguos textos de civilizaciones que no tenían ningún contacto, como la Biblia judía, y el Popol Vuh maya-quiché.
El término español proviene etimológicamente del término latino paupertas, que remite originalmente a la condición de 'pauperos' que significa, literalmente, parir o engendrar poco y se aplicaba al ganado y, por derivación, a la tierra pobre, es decir, infértil o de poco rendimiento. De esta acepción de pobreza como falta de potencialidad o capacidad de producir deriva un concepto distinto que apunta a la carencia misma de una serie de bienes y servicios básicos. Es la pobreza absoluta.
También surgió tempranamente el concepto de pobreza como contraposición al de riqueza, de donde proviene el concepto de pobreza relativa.

### Pobreza como falta de desarrollo humano

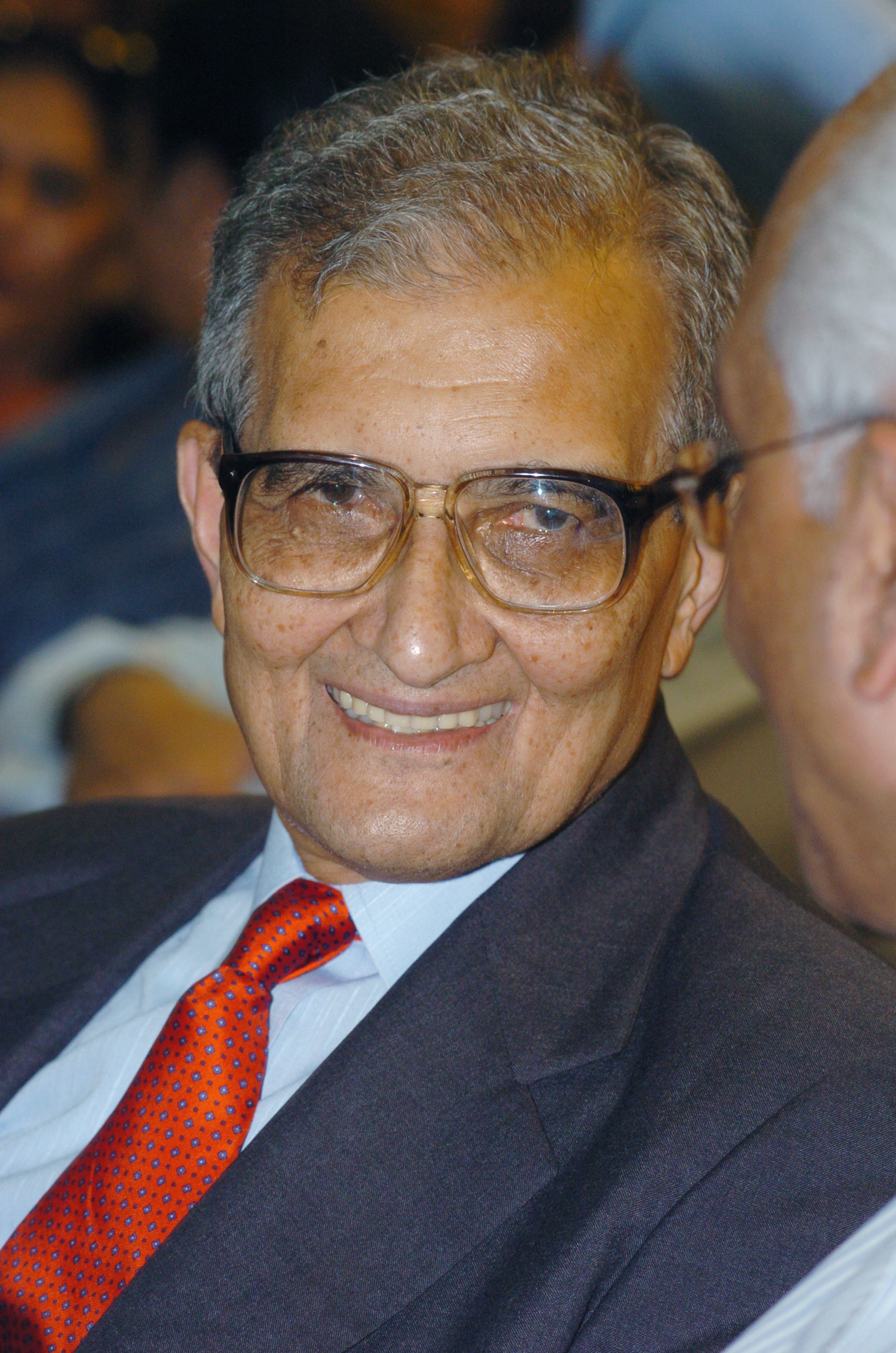
El economista Amartya Sen, contribuyo significativamente a la medición de la pobreza.

El enfoque más moderno sobre la pobreza lleva el sello del economista y premio Nobel Amartya Sen, y se inspira en la acepción primigenia de pobreza como falta de capacidad de producir o de realizar su potencial productivo. En este enfoque el énfasis está puesto no tanto en el resultado (ser pobre en el sentido de no disponer de ingresos o bienes suficientes) sino en el ser pobre como imposibilidad de alcanzar un mínimo de realización vital por verse privado de las capacidades, posibilidades, y derechos básicos para hacerlo. Esta forma de ver la pobreza se inspira, como Sen mismo lo destaca, en la filosofía aristotélica que define la “buena vida” como aquella en que se han realizado o florecido todas las capacidades encerradas en la naturaleza de los seres humanos (que según Aristóteles pueden ser muy diversas, como aquella que lleva a algunos a ser señores y a otros a ser esclavos). Esta concepción es parte de la ontología o doctrina del ser de Aristóteles, donde las cosas tienen una naturaleza que determina y fija las finalidades o plenitud de su desarrollo. Así, en la política nos dice que “la naturaleza de una cosa es precisamente su fin, y lo que es cada uno de los seres cuando ha alcanzado su completo desenvolvimiento se dice que es su propia naturaleza”. El pleno florecimiento humano requiere, según Aristóteles, de la polis o ciudad, como conjunto organizado y autosuficiente de seres humanos que han realizado sus diversas naturalezas y las ponen al servicio unos de otros.
Este concepto de pobreza, actualizado por Amartya Sen y despojado de sus rasgos incompatibles con una sociedad basada en la igualdad básica de los seres humanos, podría ser definido como pobreza de desarrollo humano. Este es el enfoque que ha sido instrumentalizado por el Programa de las Naciones Unidas para el Desarrollo (PNUD), estableciendo una serie de criterios de satisfacción de necesidades básicas —esperanza de vida, logros educacionales e ingreso, que son la base del así llamado Índice de Desarrollo Humano (IDH)— que formarían la base de recursos y habilidades que permiten el “desarrollo humano, definido como el proceso de ampliación de las opciones de las personas y mejora de las capacidades humanas (la diversidad de cosas que las personas pueden hacer o ser en la vida) y las libertades”. A partir de ello, el PNUD ha elaborado un Índice de Pobreza Humana (IPH) que se describe de la siguiente manera: “En lugar de utilizar los ingresos para medir la pobreza, el IPH mide las dimensiones más básicas en que se manifiestan las privaciones: una vida corta, falta de educación básica y falta de acceso a los recursos públicos y privados”.
El problema de este intento de instrumentalizar el enfoque de Sen radica en la reducción de sus elementos determinantes a algunas variables –como expectativa de vida, escolarización o ingreso disponible– que si bien son relativamente fáciles de medir dejan fuera del análisis del desarrollo a otros componentes esenciales del mismo como pueden ser la libertad individual o los derechos democráticos. Se reduce así la perspectiva de la pobreza de una manera que el mismo Sen ha considerado inaceptable: “La pobreza económica no es la única que empobrece la vida humana. Para identificar a los pobres debemos tener en cuenta, por ejemplo, la privación de los ciudadanos de regímenes autoritarios, desde Sudán a Corea del Norte, a los que se niegan la libertad política y los derechos civiles”.
Esto muestra la dificultad de instrumentalizar satisfactoriamente el amplio enfoque de Sen y puede llevar a absurdos como llegar a considerar que quienes viven bajo regímenes fuertemente autoritarios o simplemente totalitarios gozan de mayor “desarrollo humano” que quienes viven en sociedades que respetan los derechos y las libertades humanas. Así, según el informe de 2009 del PNUD, Kuwait permitiría a su población un desarrollo humano más alto que, por ejemplo, Portugal o la República Checa, y Cuba se ubica a este respecto en mejor posición que Costa Rica o Rumanía.

### Pobreza absoluta

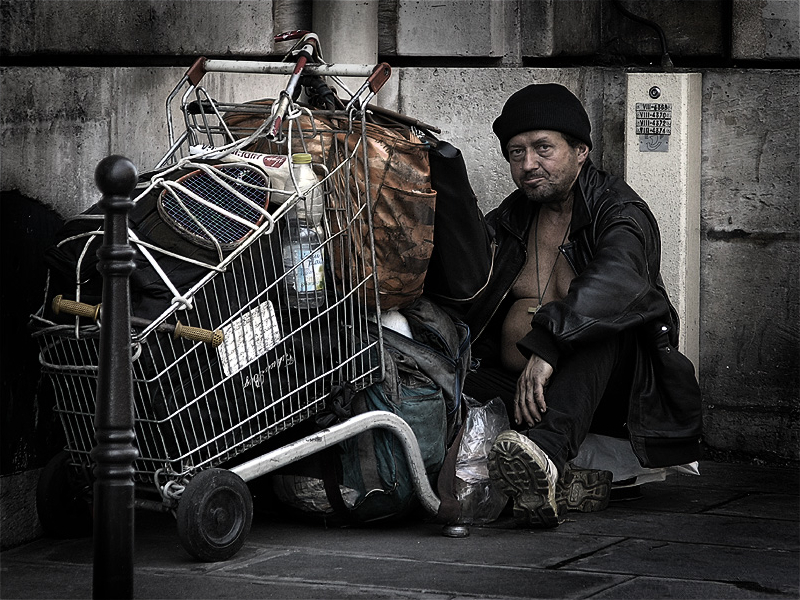
Un hombre sin hogar en París, Francia

A esta forma previa de ver la pobreza, centrada en las capacidades para realizar las propias potencialidades, se opone otra definición igualmente antigua: aquella que ve la pobreza y la condición de pobre (pauper) como un estado de privación o falta de recursos para poder adquirir una “canasta de bienes y servicios” necesaria para vivir una vida mínimamente saludable. Este enfoque fue sistematizado a comienzos del siglo XX por el británico Seebohm Rowntree en Poverty: A Study of Town Life (1901), un estudio pionero sobre la pobreza que se transformaría en el punto de partida y referencia de los futuros estudios sobre el tema. La razón de ello es doble. Por una parte, este estudio se basa en una amplia investigación empírica realizada en York, la ciudad natal de Rowntree, que abarcó nada menos que 11 560 familias, lo que equivalía a unas dos terceras partes de todas las familias de York. La segunda razón es que para llevar adelante su investigación, Rowntree elaboró una serie de conceptos y métodos de medición que pasarían a formar instrumentos centrales en prácticamente todos los estudios posteriores sobre el tema. Entre estos instrumentos se destaca la elaboración de una “línea de pobreza”, que no solo incluía la alimentación, sino además el acceso a la vivienda, a prendas de vestir adecuadas y otros objetos absolutamente necesarios para mantener lo que Rowntree llamó “un funcionamiento puramente físico”. Esto le permitió definir dos tipos de pobreza, la “pobreza primaria” y la “pobreza secundaria”. En pobreza primaria vivían aquellas “familias cuyo ingreso total no era suficiente para obtener el mínimo necesario para mantener un funcionamiento puramente físico”. En pobreza secundaria vivían las familias que podían alcanzar ese mínimo, pero no disponían de excedentes.

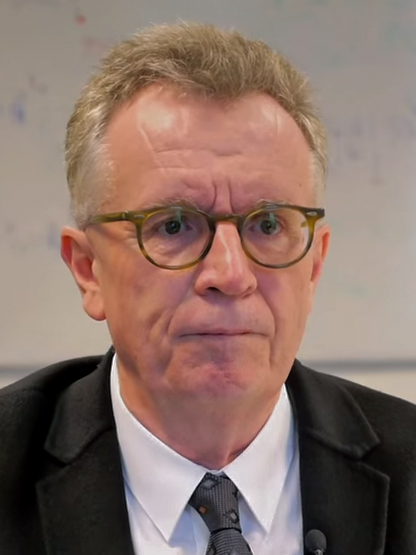
Martin Ravallion economista de la pobreza, quien contribuyo significativamente a la medición de pobreza.

Este enfoque de falta de recursos es el baremo más empleado mundialmente para determinar la extensión de la pobreza, tal como lo muestran los cómputos realizados por el Banco Mundial sobre la base de una “línea internacional de pobreza”. Esta línea fue tradicionalmente fijada en 2 dólares estadounidenses ($) de 1985 per cápita, en paridad de poder adquisitivo, para definir la pobreza y en 1 dólar para definir la pobreza extrema, absoluta o aguda. En agosto de 2008, la línea de pobreza extrema fue reajustada a 1,25 $. Esta cantidad refleja el promedio del ingreso mínimo necesario para sobrevivir en los diez a veinte países más pobres del mundo. En octubre de 2015 el Banco Mundial actualizó el umbral internacional de pobreza a 1,90 $/día.

### Pobreza relativa
Frente a este criterio o forma de medir la pobreza ha existido otro enfoque igualmente clásico que apunta a la posibilidad de adquirir una canasta de bienes y servicios que puedan asegurar una vida digna de acuerdo a las convenciones y estándares de una sociedad determinada. En este caso tenemos la así llamada pobreza relativa, que varía con el desarrollo social que va determinando, en cada época y sociedad, aquel mínimo de consumo bajo el cual más que ver amenazada la supervivencia se cae en un estado de exclusión o imposibilidad de participar en la vida social. El ejemplo clásico de esta forma de pobreza fue dado por Adam Smith en La riqueza de las naciones al escribir:

“Por mercancías necesarias entiendo no solo las indispensables para el sustento de la vida, sino todas aquellas cuya carencia es, según las costumbres de un país, algo indecoroso entre las personas de buena reputación, incluso entre las de clase inferior. En rigor, una camisa de lino no es necesaria para vivir. Los griegos y los romanos vivieron de una manera muy confortable a pesar de que no conocieron el lino. Pero en nuestros días, en la mayor parte de Europa, un honrado jornalero se avergonzaría si tuviera que presentarse en público sin una camisa de lino. Su falta denotaría ese deshonroso grado de pobreza en el que se presume que nadie podría caer sino a causa de una conducta en extremo disipada”.

El riesgo de esta forma de ver la pobreza y, en general, de toda la idea de la pobreza relativa ha sido bien apuntado por Amartya Sen, quien hace un llamado a no perder de vista el “núcleo irreductible de privación absoluta en nuestra idea de pobreza”.  El riesgo es llegar a una relativización total de “la pobreza” siguiendo la famosa frase de Mollie Orshansky acerca de que “la pobreza, como la belleza, está en el ojo de quien la percibe”. Además, las expectativas sociales se mueven constantemente en la medida en que una sociedad se desarrolla, elevando sucesivamente nuestra vara de medir el umbral de lo que Smith llamaba “ese deshonroso grado de pobreza”. De esta manera se puede relativizar y hasta banalizar el concepto de pobreza, hasta el punto de decir que, por ejemplo, en Estados Unidos hay un porcentaje mayor de pobres que, en los países del África subsahariana. También se puede llegar a la conclusión de que la pobreza aumenta al aumentar el bienestar general de una sociedad, ya que las expectativas sobre el “mínimo socialmente aceptable” pueden aumentar más rápidamente que el bienestar real de la población.

#### Pobreza relativa como desigualdad
Otra forma muy común de usar el concepto de pobreza relativa es simplemente hacerlo sinónimo de una cierta medida de la distribución del ingreso en un país dado. Esta pobreza relativa aparente acostumbra a ser definida a partir de un umbral de ingreso medido como porcentaje del ingreso medio del país respectivo. Así, por ejemplo, es usual llamar pobres o “en riesgo de pobreza” a todos aquellos que disponen de menos del 60 % del ingreso disponible medio de la sociedad en que viven. Actualmente se aceptan comúnmente tres categorías derivadas de esta forma de medir la pobreza: la población que dispone entre un 50 y un 60 % del ingreso medio es catalogada como “en riesgo de pobreza”, aquella que dispone entre 40 y 50 % de ese ingreso es catalogada como “pobre” y la que dispone de menos del 40 % se encontraría en “pobreza extrema”. En 2007 dentro de la Unión Europea, que usa justamente estos porcentajes, el 6 % de su población estaba en una condición de “pobreza extrema” (menos del 40 % del ingreso disponible medio), esta cifra se elevaba al 10 % si usamos la línea del 50 % (pobreza) y al 17 % si la línea se ubica en el 60 % del ingreso medio. Esta es el mismo tipo de medición de la pobreza usada en España y según el cual un 20,8 % de los españoles se encontraba en una situación de “pobreza relativa” o “riesgo de pobreza” el año 2010. Sin embargo, el poco sentido que tiene este tipo de mediciones de la pobreza relativa aparente se hace evidente cuando constatamos que en 2007 un luxemburgués se encontraba, según la UE, “en riesgo de pobreza” pudiendo disponer de un ingreso de hasta 17 575 euros anuales, mientras que el riesgo de pobreza de un rumano empezaba con apenas la décima parte, es decir, con 1765 euros anuales del mismo poder adquisitivo. Esta forma de definir la pobreza puede llevar a resultados incluso más absurdos, como ser el poder constatar un gran aumento de la pobreza (relativa aparente) durante épocas de fuerte disminución de la pobreza (absoluta). Este es, por ejemplo, el caso de China durante los últimos tres decenios, durante los cuales un crecimiento económico espectacular ha sacado a más de 600 millones de chinos de la pobreza (absoluta) pero a la vez, en razón de una mayor desigualdad en la distribución del ingreso, ha aumentado rápidamente el número de pobres (relativos). En buenas cuentas, con esta medida de la pobreza relativa aparente podríamos llegar a considerar al país más pobre de la tierra como un país sin pobres si su distribución del ingreso fuese lo suficientemente pareja.

#### Pobreza relativa como privación
Este mismo riesgo corre otro de los enfoques más influyentes sobre la pobreza, aquel que usa el término de deprivation (privación) para definir la pobreza. Se trata de una medida relativa, que indica la ausencia de ciertos atributos, recursos o estatus que otras personas poseen. La privación relativa puede ser definida de manera objetiva, como una medición del contenido real o material de ese “tener menos que otros”, pero también de manera subjetiva, atendiendo fundamentalmente al sentimiento de tener menos que otros. Como tal podría ser llamada una medida de la envidia humana y de hecho, aplicando este criterio, prácticamente cualquiera podría ser definido como pobre. Ahora bien, para transformar algo tan relativo en un indicador que realmente tenga algo que ver con la pobreza o la vulnerabilidad se requiere buscar un umbral de privación o de distancia respecto del nivel de vida normal de una sociedad que impida mínimos satisfactorios de actuación o participación social. Peter Townsend apunta al respecto que es fundamental “definir el estilo de vida generalmente compartido o aprobado en cada sociedad y evaluar si [...] hay un punto en la escala de la distribución de recursos por debajo del cual las familias encuentran dificultades crecientes [...] para compartir las costumbres, actividades y dietas que conforman ese estilo de vida”.
De esta manera, estaríamos prácticamente de vuelta en la pobreza relativa, tal como por Adam Smith la trató. Sin embargo, el uso de este concepto puede tener un valor importante si lo aplicamos en el sentido más clásico del término, aquel de privación relativa subjetiva elaborado por Robert Merton, ya que entrega elementos importantes para entender la dinámica de la formación de la conciencia y los conflictos sociales, los que parten del sentimiento de privación más que de la privación o la pobreza en sí mismas.  Otro autor clásico que resumió muy bien esta idea es Karl Marx al escribir: «Sea grande o pequeña una casa, mientras las que la rodean son también pequeñas cumple todas las exigencias sociales de una vivienda, pero, si junto a una casa pequeña surge un palacio, la que hasta entonces era casa se encoge hasta quedar convertida en una choza […] y por mucho que, en el transcurso de la civilización, su casa gane en altura, si el palacio vecino sigue creciendo en la misma o incluso en mayor proporción, el habitante de la casa relativamente pequeña se irá sintiendo cada vez más desazonado, más descontento, más agobiado entre sus cuatro paredes».

### Pobreza moderada
Según las líneas de pobreza moderada establecidas en 2016 por el Banco Mundial, una persona en un país de ingresos medio-bajos es moderadamente pobre si sus ingresos están entre 1,90 y 3,20 $ diarios; en un país de ingresos medio-altos, si están entre 1,90 y 5,50 $ diarios; y en un país de ingresos altos, si están entre 1,90 y 21,70 $ diarios. El Consejo Nacional de Evaluación de la Política de Desarrollo Social (CONEVAL) de México considera moderadamente pobre a una persona si es pobre, pero no extremadamente pobre, por lo que el porcentaje de población que sufre pobreza moderada se obtiene restando al porcentaje de pobres el de pobres extremos.

### Pobreza severa
La pobreza severa es un indicador referido a países desarrollados que refleja el porcentaje de personas que viven en hogares con una renta disponible inferior al 40 % de la renta mediana.
Un concepto equivalente es la carencia material severa o privación material severa: el porcentaje de personas que viven en hogares con al menos 4 carencias de una lista de 9 necesidades básicas. Estas necesidades son: al corriente de pago de la vivienda (ya sea alquiler o hipoteca), temperatura adecuada, capacidad de afrontar gastos imprevistos, comida de carne pollo o pescado cada dos días, al menos una semana al año de vacaciones, coche, lavadora, televisión y teléfono.

### Pobreza coyuntural
La pobreza coyuntural es un tipo de pobreza transitoria que afecta a las personas de manera temporal debido a circunstancias externas y específicas que alteran bruscamente su situación económica, como crisis económicas (recesiones, inflación descontrolada, despidos masivos), desastres naturales (terremotos, huracanes, inundaciones), problemas de salud (enfermedades graves o accidentes) o conflictos sociales y políticos (guerras, disturbios, cambios políticos).
La pobreza coyuntural es reversible, ya que las personas afectadas pueden salir de ella una vez que se estabilizan las condiciones que la provocaron, como encontrar un nuevo empleo tras una recesión. Además, no todas las personas son igualmente vulnerables a esta situación; aquellas con ahorros, redes de apoyo social o acceso a mecanismos de protección social (seguros de desempleo, servicios de asistencia) tienen menos probabilidades de caer en la pobreza coyuntural o pueden recuperarse más rápidamente.

## Historia

### La pobreza en las sociedades preindustriales
La pobreza no es algo nuevo en la historia de la humanidad. Su causa fundamental radica en la baja productividad del trabajo en las sociedades preindustriales, a lo cual hay que sumar la desigual distribución de la riqueza y el ingreso. Vivir en una condición de premura material fue la situación normal del género humano hasta que los progresos tecnológicos de la era moderna hicieron posible, para las amplias mayorías, tener acceso a niveles de consumo, salud, educación y bienestar en general impensables en épocas anteriores. Según los cálculos del historiador económico Angus Maddison la renta per cápita promedio en las sociedades tradicionales ha oscilado en torno a los 400/500 dólares (dólares estadounidenses de 1990 de igual poder adquisitivo) anuales por persona. Esto equivale a lo que hoy, internacionalmente, se considera la línea de pobreza extrema. Todavía para economistas clásicos como David Ricardo la pobreza, definida como un nivel de consumo que básicamente aseguraba la subsistencia, era el destino natural de las clases trabajadoras industriales. Thomas Malthus profetizó, en su célebre Ensayo sobre el principio de la población publicado en 1798, la necesaria pobreza de la gran masa de los seres humanos dada la tendencia de la humanidad a reproducirse más allá de las posibilidades de la agricultura de producir alimentos a un ritmo que igualase la rapidez del crecimiento poblacional. A mediados del siglo XIX, Karl Marx basó su pronóstico sobre la necesaria caída del capitalismo en la pauperización del proletariado industrial, hecho que él consideraba como una “ley férrea” del desarrollo capitalista. Sin embargo, ya Marx veía esta pauperización como un hecho básicamente social, determinado no por la falta de medios, sino por la distribución desigual de los resultados de la producción. Es por ello que su utopía comunista, hija del optimismo tecnológico que va cundiendo durante el siglo XIX, postula la salida definitiva de la humanidad de su estado de necesidad.

### Progreso y surgimiento de la pobreza como problema social

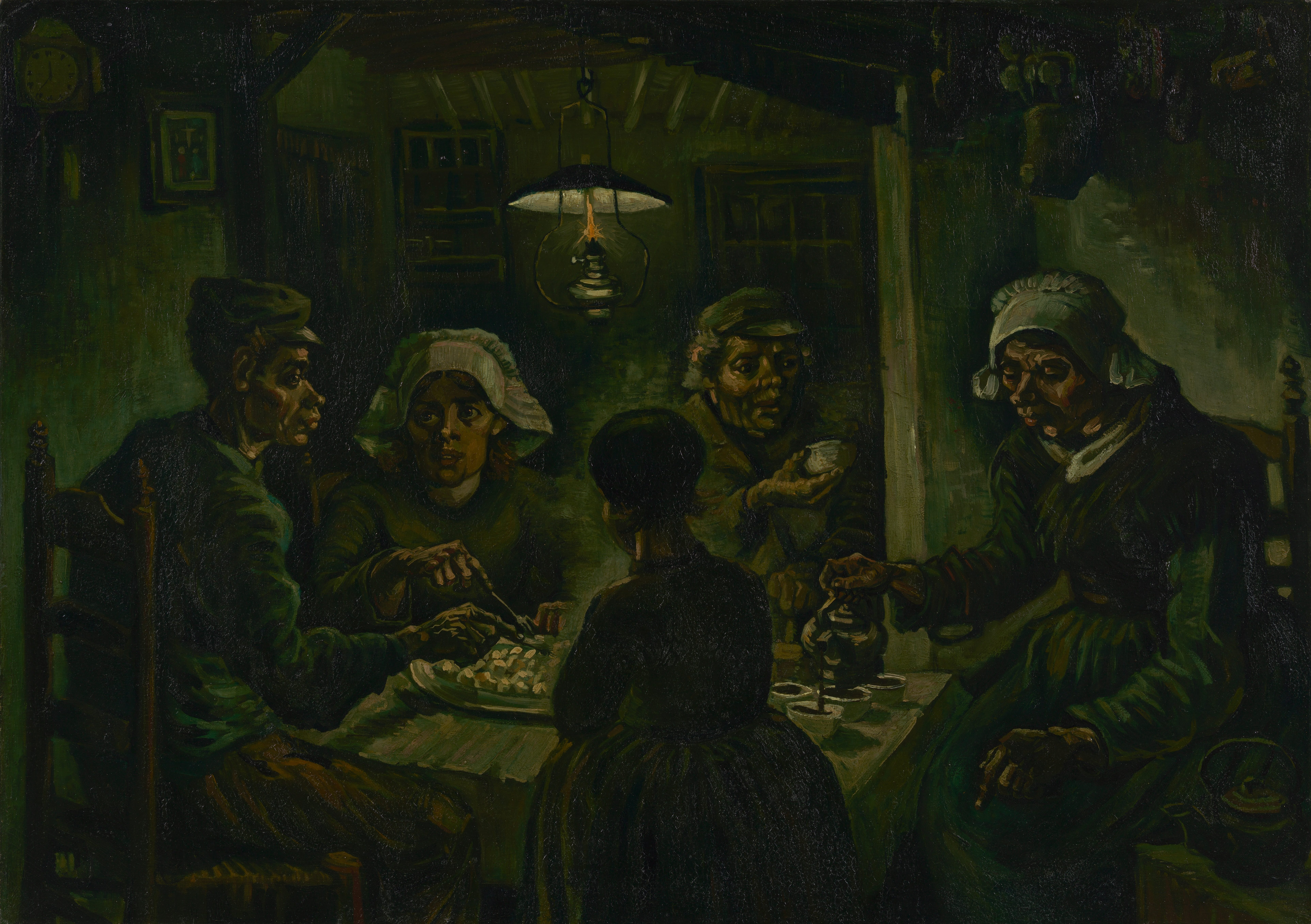
Los comedores de patatas cuadro de Vincent van Gogh. Muestra a una familia de proletarios que vive en pobreza extrema durante la Segunda Revolución Industrial.

Hasta comienzos del siglo XIX la pobreza era considerada como la norma de la vida humana, tal como lo eran las enfermedades devastadoras, la falta de educación o de libertad religiosa y política. Esta normalidad comenzó a cambiar durante la segunda mitad del siglo XIX, cuando se fue  haciendo evidente que la industrialización iniciada en Gran Bretaña y luego replicada en diversas partes de Europa occidental estaba haciendo posible un significativo mejoramiento de los niveles generales de vida. Fue surgiendo así, paulatinamente, una nueva normalidad: la del bienestar como condición no solo deseable sino también posible de la vida humana. En su estudio clásico de 1901, Poverty: A Study of Town Life, Seebohm Rowntree llega a la conclusión de que el 27,84 % de la población de la ciudad York, en Inglaterra, vivía bajo la línea de pobreza, lo que venía a confirmar un estudio publicado en 1886 por Charles Booth sobre la pobreza en Londres. Estos resultados fueron chocantes para una opinión pública que ya comenzaba a ver el bienestar como normalidad. Sin embargo, la perspectiva optimista de Rowntree es evidente y queda plenamente reflejada en las palabras finales de su célebre obra: “La oscura sombra de la filosofía maltusiana pertenece al pasado y ninguna visión sobre el estado final de las cosas sería actualmente aceptada si en la misma una multitud de hombres y mujeres está condenada, por una ley inevitable, a una lucha tan dura por la existencia como para atrofiar o destruir las partes más elevadas de su naturaleza”. Posteriormente, Rowntree realizó dos nuevos estudios en York que mostraron con claridad una tendencia hacia la disminución de la pobreza hasta llegar a transformarse en un fenómeno marginal. En su estudio de 1936, Poverty and Progress, la pobreza había disminuido al 18 % y en el de 1950, Poverty and the Welfare State, a tan solo el 1,5 %. Esto a pesar de que Rowntree había ampliado la “canasta de bienes” que determinaba la línea de pobreza. Estos estudios no solo coincidían  con la visión optimista del propio Rowntree, sino también con la idea, cada vez más dominante durante las décadas posteriores a la Segunda Guerra Mundial, de que la pobreza era un hecho residual destinado a desaparecer como fruto del rápido progreso económico y las intervenciones del Estado del bienestar.

### Redescubrimiento de la pobreza
La visión optimista respecto de la eliminación prácticamente automática de la pobreza comenzó a ser desafiada en el país que era el epicentro mismo del desarrollo y la afluencia económica: Estados Unidos. Movimientos afroamericanos militantes y violentas revueltas urbanas obligaron a volver la mirada hacia el patio trasero de la abundancia: los 40 millones de pobres que a fines de los años 1950 había en Estados Unidos, lo que constituía casi una cuarta parte de su población. Entre los afroamericanos (blacks en la estadística oficial) el porcentaje de personas viviendo bajo la línea de pobreza estadounidense alcanzaba nada menos que el 55 %. Este redescubrimiento de la pobreza fue acompañado por una serie de estudios clásicos sobre el tema, como los de Oscar Lewis (1959, 1961 y 1968) que desarrollaron el concepto de “cultura de la pobreza”, el de John Kenneth Galbraith (1958) sobre lo que él llamó “la sociedad opulenta” y el de Michael Harrington titulado The Other America: Poverty in the United States (1962). En su discurso sobre “el estado de la nación” de enero de 1964, el presidente Lyndon B. Johnson hizo de la lucha contra la pobreza una parte central de su programa de gobierno bajo el dramático nombre de “Guerra contra la pobreza” (War on Poverty). Esto llevó, ese mismo año, a la aprobación de una ley al respecto (Economic Opportunity Act) por el Congreso con la consecuente creación de un ente federal (Office of Economic Opportunity) dedicado a la lucha contra la pobreza. Después de esta iniciativa los estudios sobre la pobreza en Estados Unidos aumentaron de manera exponencial, pero la situación inicial —caracterizada por el chocante redescubrimiento de la pobreza— bien puede ser descrita usando las palabras de Daniel Bell de 1968: «… cuando el tema de la pobreza surgió, nadie estaba realmente preparado, nadie tenía ningún tipo de datos, nadie sabía qué hacer».
Paradójicamente, el redescubrimiento de la pobreza se produjo en un periodo de rápida disminución de la misma tanto en Estados Unidos como en otras sociedades avanzadas. De acuerdo a la estadística oficial estadounidense, la pobreza disminuyó de 39,5 millones de personas en 1959 a 24,1 millones en 1969. Por ello, el verdadero choque llegó en los años 70 cuando se constató que la incidencia de la pobreza comenzaba de nuevo a crecer, llegando a más de 35 millones de pobres en 1983, lo que correspondía al 15,2 % de la población de Estados Unidos. Pero esta era solamente la expresión cuantitativa de un fenómeno extremadamente complejo: la patología de la exclusión social o marginalidad —según el concepto habitualmente usado en esos tiempos para describir este fenómeno— que tomaba formas nuevas y cada vez más peligrosas de expresarse, con un enorme incremento de las tasas de criminalidad, la drogadicción, los nacimientos extramaritales, las familias de madres solas y la dependencia de las ayudas sociales. La toma de conciencia acerca de lo que fue llamado “la nueva pobreza” llegó a Europa más tarde que a Estados Unidos, pero el choque no fue menor. Las primeras estimaciones de la amplitud de la pobreza en la Comunidad Europea dieron una cifra de 30 millones para 1975, cifra que luego se vería incrementada por el fin del pleno empleo y el comienzo de una larga fase de desarrollo europeo caracterizada por una escasa creación de puestos de trabajo y un consecuente aumento de la exclusión laboral. Para 2007, Eurostat calculaba que en la Unión Europea existían unos 80 millones de pobres, es decir, personas que “carecen de los recursos necesarios para cubrir sus necesidades básicas”.

## La pobreza en elsigloXXI
En el año 2002, el secretario general de Naciones Unidas Kofi Annan informó lo siguiente:

La comunidad internacional [...] tolera que casi 3 000 millones de personas —prácticamente la mitad de toda la humanidad— subsistan con 2 dólares diarios o menos en un mundo de riqueza sin precedente.

Una de las principales causas de esta enorme brecha social es el egoísmo en el terreno económico. Larry Summers, ex secretario del Tesoro de Estados Unidos explicó en el año 2002 lo que se cita a continuación:

En todo el mundo, los mercados financieros privados descuidan a los que son muy pobres. Los bancos convencionales no buscan establecerse en las comunidades pobres, pues ahí no es donde está el dinero.

Actualmente ha aparecido y se ha hecho más significativo el término Aporofobia, haciendo referencia al miedo y rechazo hacia la pobreza, no se les rechaza por extranjeros, sino por pobres.

## Causas

### Causas de la pobreza en las sociedades avanzadas
El redescubrimiento de la pobreza y la existencia de diversas formas de exclusión o marginalidad social dieron origen a un amplio debate acerca de las causas de estos fenómenos. Los diversos enfoques planteados toman su punto de partida en una serie muy amplia de factores explicativos, entre los cuales destacan, combinándose de diversas maneras: el cambio tecnológico, los aspectos institucionales, los conflictos corporativos y los aspectos culturales. 
El mercado de trabajo ha estado en el centro del debate, pero también el Estado del bienestar, los flujos migratorios, las relaciones étnicas y raciales, la evolución, o mejor dicho, la disolución de la familia tradicional y el proceso de formación de subculturas. Incluso los argumentos de tipo biológico han jugado un papel importante en un debate que siempre ha tenido fuertes connotaciones político-ideológicas. El tema más controvertido del debate ha sido el concepto de underclass, que alude a sectores degradados y excluidos socialmente que ya no pertenecen a ninguna de las clases establecidas de la sociedad. Pensadores sociales radicales como William Julius Wilson y Anthony Giddens lo han usado, pero también críticos conservadores del Estado del bienestar como Charles Murray. En un intento de capturar las ideas centrales de lo que ha sido un debate sumamente complejo, en los acápites siguientes se agrupan las distintas formas de explicar las causas de la pobreza en las sociedades avanzadas en tres grandes categorías: enfoques que enfatizan la dislocación estructural, enfoques que enfatizan el dualismo estructural, y enfoques que enfatizan la exclusión institucional.
A su vez, existe otro elemento que puede contribuir al aumento de la pobreza, la inflación. La subida generalizada de los precios, genera una depreciación del poder adquisitivo de las personas. Es por ello que se considera a la inflación como un "impuesto" sobre las personas, el cual afecta principalmente a las clases medias, ya que tiene un impacto directo e inmediato en su salario real. Esto se debe a que en los momentos de crisis, sobre todo en América Latina, los salarios no son actualizados al mismo ritmo que los aumentos en los precios.

### Enfoques que acentúan la dislocación estructural
Estos enfoques destacan, en general, la naturaleza disruptiva del desarrollo capitalista y, en particular, la intensidad del cambio estructural, con su consecuente impacto social, durante la transición de la sociedad industrial a la posindustrial. Este tipo de enfoques podría ser llamado schumpeteriano —la principal metáfora explicativa en esta perspectiva no es otra que el famoso “ventarrón de la destrucción creativa” de Joseph Schumpeter— y plantea que la presencia de tendencias a generar situaciones de pobreza, exclusión y vulnerabilidad es una expresión natural y recurrente de la dinámica esencial del cambio en una economía capitalista. La base de esta explicación está en el carácter cíclico del desarrollo de la economía de mercado, que refleja grandes ciclos de transformación tecnológica que comportan una reestructuración significativa de las economías y, consecuentemente, de las sociedades modernas. Por ello es que el elemento recurrente o cíclico es central en este enfoque, pudiendo el mismo verse agudizado por un elemento transicional de mayor magnitud asociado al paso a una sociedad posindustrial cada vez más globalizada y basada en la revolución de las tecnologías de la información.
Se trata, en lo fundamental, de un enfoque optimista acerca del desarrollo contemporáneo, pero que no deja de ver los costos y las tensiones provocadas por los períodos de intensa destrucción creativa y cambio estructural. Es a partir de esta constatación que los defensores de este enfoque a menudo proponen una serie de intervenciones correctivas o paliativas a fin de aliviar estos costos y tensiones que, de no ser suavizados, podrían llegar a amenazar la supervivencia misma del conjunto de la estructura social. En esta perspectiva, la pobreza y la exclusión social son fenómenos recurrentes y connaturales del desarrollo económico, pero no deben llegar necesariamente a plasmarse en una clase o grupo social formado por personas permanentemente empobrecidas o excluidas en la medida que se creen mecanismos adecuados para facilitar su salida de estas situaciones. En otras palabras, se trata de facilitar una gran movilidad social que haga de la caída en la pobreza o la exclusión una situación meramente pasajera. Esta es, de hecho, la situación de la inmensa mayoría de las personas que caen en la pobreza o el paro en economías dinámicas y flexibles. Así por ejemplo, casi dos terceras partes de los estadounidenses adultos caen en la pobreza por al menos un año en su vida, pero solo una ínfima parte ellos cae en la pobreza crónica.[cita requerida] Como veremos más adelante, esta ha sido la línea de argumentación predominante, pero no la única, dentro de la UE y sus antecesoras sobre estos temas.

### Enfoques que enfatizan el dualismo estructural
Estos enfoques pueden ser de naturaleza muy diversa, pero su diagnóstico sobre lo que son la pobreza y la exclusión social, así como sobre sus consecuencias, son mucho más pesimistas que en el caso del enfoque anterior. Esta perspectiva ha tenido muchos de sus principales exponentes en una tendencia altamente crítica, a menudo de inspiración marxista, al capitalismo o a la economía de mercado en sí misma. Lo que aquí se postula es la existencia de una dinámica permanente de exclusión y polarización que trae a la memoria el diagnóstico de Marx sobre el futuro del capitalismo. Esta dinámica excluyente y polarizante se daría tanto en las economías nacionales como del sistema económico internacional. La así llamada Teoría de la Dependencia fue el exponente más contundente de este punto de vista en lo que se refiere a la economía internacional. En el marco de las economías nacionales avanzadas, este enfoque ha estado representado por diversas teorías acerca del mercado de trabajo fragmentado, segmentado o dual.
Este tipo de enfoques sigue, en lo fundamental, la idea de Marx acerca de la necesidad de una reserva permanente de trabajo barato y flexible cuya función sería tanto presionar los salarios a la baja como estar disponible en los momentos álgidos del ciclo económico. Muchos de los defensores de este enfoque postulan que los trabajadores en el “Tercer Mundo” así como los inmigrantes provenientes de países pobres forman la columna vertebral de este “ejército de reserva” estratégico que le ofrece al capitalismo global un bienvenido suplemento de trabajo barato, utilizable a voluntad y bajo condiciones infrahumanas. De acuerdo con este enfoque, la exclusión social en los “países ricos” forma parte de una dinámica global de polarización que, usando las palabras de Anthony Giddens, puede ser descrita de la siguiente manera: “Las clases marginales (underclasses) no solo son bolsas de miseria dentro de las economías nacionales, sino también las líneas de contacto y de choque entre el Tercer Mundo y el primero. El aislamiento social que separa a los grupos subprivilegiados del resto del orden social dentro de los países refleja la separación entre ricos y pobres a escala global y está causalmente unida con esa separación. La pobreza del Primer Mundo no puede ser abordada como si no tuviera conexión con las desigualdades a una escala mucho mayor.”
En todo caso, la idea central de estos enfoques radicales es que la pobreza, la desigualdad y la exclusión social son componentes funcionales del desarrollo capitalista, generando categorías sociales permanentes y bien definidas, grupos o regiones excluidas y oprimidas que se encuentran en una situación diametralmente opuesta al resto de la sociedad o del mundo. Se trata de grupos excluidos del bienestar y el poder, pero a su vez incluidos en el sistema social como trabajadores explotados o explotables. Al mismo tiempo, estos enfoques postulan que solamente un cambio radical que afectase a la dinámica misma del sistema capitalista podría resolver el problema de los oprimidos y excluidos.
Otro enfoque radical, pero que a diferencia del anterior ve la exclusión estructural como un componente disfuncional del sistema capitalista moderno, es aquel que hace no mucho[¿cuándo?] popularizó la idea del “fin del trabajo”, es decir, de un cambio estructural de carácter tecnológico y organizativo dentro del sistema imperante que llevaría a prescindir del aporte productivo de un número creciente de personas. Estos marginados formarían una periferia empobrecida y cada vez más amenazada de una estructura productiva que no los necesita. Jeremy Rifkin profetizó el advenimiento de “un mundo casi sin trabajadores” y Ulrich Beck pronosticó el surgimiento de “un capitalismo sin trabajo”. Esto llevó a una serie de pronósticos de carácter abiertamente apocalíptico sobre el destino del mundo, profetizando un futuro donde la misma supervivencia física de los “prescindibles” estaba en peligro o un mundo plenamente “brasilianizado”, es decir, brutalmente dividido entre la superabundancia y la miseria.
La idea de una exclusión estructural permanente no es, sin embargo, propiedad exclusiva de los enfoques radicales o neomarxistas. Durante los años 90 una teoría de la exclusión y la underclass basada en argumentos de carácter biológico fue formulada por influyentes pensadores conservadores. Su expresión más provocativa fue aquella que le dieron Richard Herrnstein y Charles Murray (1994) en su libro altamente controvertido titulado The Bell Curve, cuyo subtítulo resume bien el mensaje de la obra: “Inteligencia y estructura de clase en la vida americana”. La argumentación, tal como la resume Robin Marris (1996) en How to Save the Underclass es la siguiente: La sociedad del conocimiento, que está reemplazando a la sociedad industrial, le da a la “inteligencia innata” y a las prestaciones educacionales un papel crucial en la determinación de las posibilidades de las personas de participar en la vida social. Esta es la razón por la cual estamos presenciando un proceso de profunda división de la sociedad en la que vemos una nueva “élite de los cerebros” ascendiendo a la cumbre de la sociedad mientras que una clase marginal o infraclase (underclass) es claramente discernible en el fondo de lo que cada vez más es una “sociedad meritocrática”. Esta división puede ser mitigada pero no eliminada en la sociedad moderna. La clase marginalizada, formada por aquellos que son más y más innecesarios, aquellos excluidos “por un accidente de los genes, la fortuna o lo que sea”, es un elemento disfuncional, un peso muerto que debe ser arrastrado, de maneras más o menos decentes, por el resto de la sociedad.

### Enfoques que enfatizan la exclusión institucional
Estos enfoques subrayan los factores institucionales que estarían generando pobreza y exclusión. En este caso, lo determinante no es la tecnología en sí ni tampoco el capitalismo, la globalización u otra fuerza semejante. Lo decisivo es el entorno institucional mediante el cual diversas sociedades se relacionan con los fenómenos antes mencionados, regulando así el acceso o la exclusión de distintos grupos sociales a las posibilidades que cada época ofrece. Las formas de exclusión institucional así generadas pueden ser inducidas o coercitivamente alcanzadas. El caso de la exclusión institucional inducida fue paradigmáticamente presentado por Charles Murray (1984) en su famosa obra Losing Ground – American Social Policy, 1950-1980. Según Murray, el sistema público de ayuda social (welfare system, según la terminología estadounidense) es el responsable de que la gente voluntariamente elija tanto la exclusión. Según  Murray las ayudas sociales excesivas o mal construidas han creado fuertes incentivos a no elegir la participación laboral o formas de familia más “normales”, es decir, biparentales. El mismo enfoque ha sido aplicado al caso británico por James Bartholomew (2004) en su obra The Welfare State we’re in. Según este autor, el Estado del bienestar con sus sistemas y beneficios contraproducentes es el causante, entre otros males, del desempleo masivo, de una mayor criminalidad y amoralidad[cita requerida] así como de la disolución creciente de la familia tradicional.
Este tipo de argumentos acerca de una pobreza y marginalidad o exclusión inducida ha sido criticado, pero a veces también complementado desde un punto de vista institucionalista por un enfoque que pone su énfasis en el elemento coercitivo o forzoso que conduce a la pobreza y la exclusión. Se trata de argumentaciones en las cuales estas situaciones no son una opción, sino el resultado impuesto a quienes las padecen por una serie de obstáculos institucionales creados por coaliciones u organizaciones corporativas que tratan de defender sus propios beneficios o privilegios excluyendo posibles competidores que pudiesen de alguna manera amenazar su posición en el mercado de trabajo o en la vida económica y social en general. En teoría económica se conoce esta situación como un conflicto entre insiders, o grupos establecidos, y outsiders, o grupos que buscan entrar en un determinado mercado, ya sea laboral o de otro tipo. Un mercado de trabajo fuertemente regulado es visto, en este enfoque, como un típico ejemplo de la creación de reglas defensivas por parte de las organizaciones que representan a los insiders a fin de otorgarles una situación privilegiada respecto de aquellos sectores que pugnan por entrar en el mercado laboral formal o conseguir formas más estables y mejor remuneradas de trabajo, como ser inmigrantes o jóvenes. Desde este punto de vista, la pobreza y la exclusión social son fenómenos que deben ser atacados por medio de reformas institucionales y legales que eliminen los obstáculos a la creación de mercados de trabajo más dinámicos, abiertos y menos discriminatorios. Este tipo de análisis forma la base de aquel diagnóstico que definió el problema del retraso relativo de Europa occidental respecto a otras economías avanzadas como “euroesclerosis”, es decir, como un exceso de regulación y rigidez que impedía la rápida adecuación a las circunstancias siempre cambiantes del mundo actual. Importantes documentos de la UE, como ser el Libro blanco de 1993 titulado Crecimiento, competitividad, empleo - Retos y pistas para entrar en el siglo XXI y la Agenda 2000, han basado gran parte de su diagnóstico sobre los logros tan poco satisfactorios de Europa en materia de crecimiento económico y creación de empleo en este tipo de argumentos.
En muchos casos, elementos de los tres enfoques aquí analizados se mezclan de formas muy variadas y a veces incluso contradictorias. Estos enfoques se ven complementados por diversas hipótesis explicativas como las que se enumeran a continuación.

### Hipótesis de relaciones imperialistas entre países
Antiguas colonias de los países ricos debilitaron las economías locales de los países pobres al adaptarse a las necesidades de las potencias coloniales. Las distorsiones en las economías de los países pobres no son superadas con los procesos de descolonización debido a que la dinámica de los mercados internacionales son controlados por las antiguas metrópolis.

### Localidad
La probabilidad de caer, quedarse o moverse fuera de la pobreza depende del lugar donde se vive. Así, en regiones con productos caracterizados por bajos niveles de valor agregado es más probable que propongan salarios más bajos y oportunidades económicas limitadas. Una perspectiva complementaria es la perspectiva de la segregación de determinados grupos sociales en localidades definidas y determinadas por la ausencia de servicios públicos, empleo y oportunidades.

## Feminización de la pobreza
Según datos de las Naciones Unidas, hacia 2017 había 654,9 millones de personas viviendo en pobreza extrema, equivalente al 12,5 % de la población total, cantidad que viene disminuyendo desde 1990, cuando se registraron 1900 millones de pobres, el triple que a fines de la segunda década del siglo XXI.
Las mujeres en general son un poco más afectadas por la pobreza que los varones ya que mientras los varones constituyen el 49,7 % de los pobres, las mujeres son el 50,3 %. Esa brecha se amplía en las ciudades, donde las mujeres alcanzar el 50,8 % de la población pobre. La brecha entre varones y mujeres alcanza su máxima amplitud durante la edad reproductiva de las mujeres (20 a 34 años), cuando las mujeres pobres son casi un 20 % más que los varones pobres. Las más afectadas por la pobreza son las niñas y adolescentes menores de 15 años, cuyo porcentaje es casi el doble que para el total de mujeres (21,2 %).
Pese a esos datos, en materia de hambre, dimensión crucial de la pobreza extrema, los indicadores son diferentes y han empeorado a partir de 2015. Según datos de la FAO, el hambre en el mundo se había reducido entre 1970-1995, cuando comenzó a crecer alcanzando un récord histórico en 2005, con 950 millones de personas hambrientas. Desde ese momento el hambre bajó fuertemente, hasta alcanzar su punto histórico más bajo en 2015, con 780 millones de personas. Pero desde ese año el hambre volvió a crecer alcanzando 820 millones de personas en 2018, lo que supone un retroceso de casi una década.
Las mujeres en edad reproductiva se han visto especialmente afectadas por el hambre y la mala alimentación, al punto que un 32 % de las mujeres en edad reproductiva padece de anemia.
Las mujeres también son el mayor grupo entre los denominados trabajadores pobres, personas que trabajan, pero que no ganan lo suficiente para salir de la pobreza absoluta. Según la Organización Internacional del Trabajo, las mujeres constituyen actualmente el 60 % de los trabajadores pobres.

## Países más pobres por continente

### Según elPIB(PPA)
Los tres países más pobres de cada continente. La estadística se basa en el PIB PPA per cápita (2018):
- América:  Haití (1864 Int$),  Honduras (5212 Int$),  Nicaragua (5683 Int$).
- África:  República Democrática del Congo (364 Int$),  Liberia (490 Int$),  Zimbabue (516 Int$).
- Asia:  Afganistán (1008 Int$),  Nepal (1388 Int$) y  Birmania (1394 Int$).
- Europa:  Moldavia (3540 Int$), Armenia (5606 Int$) y  Georgia (5629 Int$).
- Oceanía:  Islas Salomón (3348 Int$),  Fiyi (4728 Int$) y  Vanuatu (5065 Int$).

### Según el IDH
Según el Índice de Desarrollo Humano elaborado en 2017, los tres países más pobres de cada continente son:
- América:  Haití (0,498),  Honduras (0,617) y  Guatemala (0,650).
- África:  Níger (0,337),  República Democrática del Congo (0,338) y  República Centroafricana (0,341).
- Asia:  Afganistán (0,468),  Yemen (0,500) ,  Birmania (0,524) y  Armenia(0,730).
- Europa:  Moldavia (0,663),  Albania (0,716)   .
- Oceanía:  Islas Salomón (0,491),  Papúa Nueva Guinea (0,491) y  Kiribati (0,607).

## Pobreza urbana y pobreza rural
La tasa de pobreza rural es el doble de la pobreza urbana. Sin embargo, la pobreza urbana va en aumento. Mientras en Latinoamérica la mayoría de los pobres se concentran en las ciudades, en China, Europa Oriental y Asia Central sucede una ruralización de la pobreza.
El alto nivel de pobreza urbana se debe a la migración de las personas de las áreas rurales hacia las áreas urbanas (búsqueda de un empleo mejor remunerado, mejor calidad de servicios sanitarios y educativos). Sin embargo, la urbanización influye positivamente sobre la pobreza general. Las tasas de pobreza general son más bajas cuanto mayor es la proporción de población urbana.
La crisis económica de 1995, la falta de dinamismo en la agricultura, el estancamiento de los salarios y el descenso de los precios reales en este sector, es lo que provoca todavía más pobreza rural. Si a esto le sumamos el bajo precio que pagan los intermediarios a lo producido por los campesinos, para después venderlos a costos más altos en zonas urbanas, el trabajo del campesino se devalúa. Así se ve en la necesidad de emigrar a la ciudad, dejando sus tierras sin nadie que las trabaje, aumentando el costo de la agricultura y, como consecuencia, el precio de la cesta básica.
Se considera que la pobreza urbana se mide en las malas condiciones de vivienda, alimentación, servicios básicos como luz, agua potable, drenaje. El nivel de vida va de acuerdo a los niveles de ingreso que se tiene por persona, si bien esta persona no tiene buenos ingresos económicos, habrá carencias para vivir dignamente, al menos con los servicios básicos para garantizar el bienestar. 
Se debe considerar que la pobreza rural no es igual a la pobreza urbana, ya que en la mayoría de los casos, en las zonas rurales no se cuenta con ningún tipo de servicio, como luz, agua, hospitales. El umbral de la pobreza en las zonas rurales va más allá de los casos en las ciudades, ya que además la falta de servicios acrecienta la falta de alimento, debido a que en la mayoría de las zonas rurales los habitantes dependen de sus tierras para cultivar. Tomando en cuenta que en algunos lugares no hay otra forma de alimentarse, ya que el trabajo es escaso y los medios para desplazarse son casi nulos.

## Estadísticas
Según las estadísticas del Banco Mundial publicadas en abril de 2011 acerca del cumplimiento de los Objetivos de Desarrollo del Milenio (ODM):
- De 1981 a 2005, el porcentaje de personas viviendo en la pobreza extrema (menos de $1,25 al día) bajó del 52 al 26 % de la población mundial. La proyección para 2015 es del 14,4 % de la población mundial.
- De 1981 a 2005, el número de personas viviendo en la pobreza extrema (menos de $1,25 al día) bajó de 1900 a 1400 millones. La proyección para 2015 es de 883 millones.
- De 1981 a 2005, el porcentaje de personas viviendo en la pobreza (menos de $2 al día) bajó del 70 al 48 % de la población mundial. La proyección para 2015 es del 33 % de la población mundial.
- De 1981 a 2005, el número de personas en la pobreza (menos de $2 al día) aumentó de 2500 a 2600 millones. La proyección para 2015 es de 2036 millones.
- Según el Banco Mundial esto implica que: "Dos tercios de los países en desarrollo están bien encaminados o próximos a lograr metas importantes para erradicar la extrema pobreza y aliviar el hambre".[52] La razón fundamental de este pronóstico tan optimista es la alta tasa de crecimiento económico registrada en los países menos desarrollados entre 2007 y 2010 (6,6 % anual comparada con 3,2 % para toda la economía mundial) y proyectada para 2011-2014 (6,3 % anual comparada con 4,6 % para la economía mundial).

En febrero de 2012 el Banco Mundial hizo una nueva evaluación de la situación de pobreza a nivel mundial. En ella se pudo constatar que el número de pobres en los países en desarrollo (menos de US$1,25 de igual poder adquisitivo al día) se había reducido de 1 937 830 personas en 1981 a 1 288 720 en 2008. En términos porcentuales, esto implica una reducción del 52,16 % de la población de esos países en 1981 al 22,43 % en 2008. 
En términos regionales, el Banco Mundial destaca los siguientes hechos:
- Asia Oriental y el Pacífico: En 2008, alrededor del 14 % de la población de esta región vivía con menos de US$1,25 al día, valor inferior al 77 % registrado en 1981, cuando la tasa de pobreza de la región era la más elevada del mundo. En China, el 13 % de la población, o sea 173 millones de personas, vivían con menos de US$1,25 al día en 2008. Asia Oriental alcanzó el primer Objetivo del Milenio (ODM) hace unos 10 años.
- En el mundo en desarrollo excluida China, la tasa de pobreza extrema, en 2008, fue del 25 %, en comparación con 41 % en 1981. El número de personas que vivían en la pobreza extrema en 2008, en cambio, era aproximadamente igual al de 1981 (alrededor de 1100 millones), tras haber aumentado en los años ochenta y noventa y comenzar a reducirse a partir de 1999.
- Asia Meridional: La tasa de pobreza de US$1,25 al día bajó de 61 a 39 % entre 1981 y 2005 y entre 2005 y 2008 se redujo en 3 puntos porcentuales adicionales. La proporción de la población que vive en la pobreza extrema es la más baja registrada desde 1981.
- América Latina y el Caribe: A partir de un máximo de 14 % de personas que vivían con menos de US$1,25 al día en 1984, la tasa de pobreza alcanzó su nivel más bajo hasta entonces (6,5 %) en 2008. El número de pobres aumentó hasta 2002 y ha venido disminuyendo en forma pronunciada desde entonces.
- Oriente Medio y Norte de África: En la región, 8,6 millones de personas —el 2,7 % de la población— vivían con menos de US$1,25 al día en 2008, lo que representa una disminución respecto de los 10,5 millones en 2005 y los 16,5 millones en 1981.
- Europa Oriental y Asia Central: Tras haber alcanzado un máximo del 3,8 % en 1999, la proporción de las personas que viven con menos de US$1,25 al día es ahora inferior al 0,5 %. El 2,2 % de la población vivía con menos de US$2 al día en 2008, lo que supone una reducción respecto del valor máximo de 12 % registrado en 1999.
- África al Sur del Sahara: Por primera vez desde 1981, menos de la mitad de la población (el 47 % del total) vivía con menos de US$1,25 al día. En 1981 la proporción era del 51 %. Dicho coeficiente, en la región, se ha reducido en 10 puntos porcentuales desde 1999. Entre 2005 y 2008 se redujo en 9 millones el número de personas que vivían con menos de US$1,25 al día.

Otras fuentes indican las siguientes cifras registradas con anterioridad al desarrollo recién indicado:
- 100 000 personas mueren de hambre al día.
- Cada 5 segundos un niño menor de 10 años muere por falta de alimento.
- Más de 1000 millones de personas viven actualmente en la pobreza extrema (menos de un dólar al día); el 70 % son mujeres.
- Más de 1800 millones de seres humanos no tienen acceso a agua potable.
- 1000 millones carecen de vivienda estimable.
- 840 millones de personas malnutridas.
- 200 millones son niños menores de cinco años.
- 2000 millones de personas padecen anemia por falta de hierro.
- 880 millones de personas no tienen acceso a servicios básicos de salud.
- 2000 millones de personas carecen de acceso a medicamentos esenciales.

Según el informe Poverty, Prosperity, and Planet Report del Banco Mundial, alrededor de 700 millones de personas – el equivalente al 8,5% de la población mundial – viven con menos de 2,5 dólares al día en 2024. Y estima que, para 2030, el 7,3% de la población mundial seguirá en situación de pobreza extrema.